# Heoclisis louiseae
Heoclisis louiseae är en insektsart som beskrevs av Banks 1938. Heoclisis louiseae ingår i släktet Heoclisis och familjen myrlejonsländor. Inga underarter finns listade i Catalogue of Life.